# Ruy Furtado
Ruy Gomes Furtado (auch Rui Furtado; * 21. März 1919 in Lissabon; † 19. März 1991 ebenda) war ein portugiesischer Schauspieler.

## Leben
Nach dem Abschluss der Kaufmännischen Schule Escola Comercial Patrício Prazeres wurde er Büroangestellter in einem Handelshaus für Fotomaterial und arbeitete zudem für die Feinkost-Fachzeitschrift O Comércio de Víveres. 1936 begann er zudem eine Schauspiel-Ausbildung am Nationalkonservatorium (Conservatório Nacional, heute Escola Superior de Teatro e Cinema).
Erstmals auf der Bühne stand er 1938 im Teatro da Trindade, in Manuel Fragosos Stück Outono (dt.: Herbst), ein Jahr, bevor er seine Studien abschloss. Seinen ersten Film drehte er 1944/45 mit Sonho de Amor (dt.: Liebestraum), von Regisseur Carlos Porfírio. Da ihm eine beruflich erfolgreiche Karriere in einem Großhandelsbetrieb ermöglicht wurde, die seine wirtschaftliche Existenz sicherte, blieben ihm nur eingeschränkte Möglichkeit, die Schauspielerei zu verfolgen. Erst 1964 kündigte er seine Stellung, nachdem er u. a. in Porto Aufmerksamkeit in Theaterrollen erhalten hatte, etwa 1957 in Bernardo Santarenos A Promessa (dt.: Das Versprechen), A Bilha Quebrada (dt.: Der zerbrochne Krug) von Kleist, oder in Arthur Millers A Morte de Um Caixeiro-Viagante (Tod eines Handlungsreisenden).
Er spielte weiter vornehmlich Theater und inszenierte auch selbst von 1970 bis 1974, am Theater der Belegschaft der Sacor (heute Galp Energia). Gesundheitliche Gründe ließen ihn danach kürzertreten, doch spielte er gelegentlich und ab den 1980er Jahren wieder regelmäßig Theater, so am Teatro Cornucópia in Inszenierungen von Luís Miguel Cintra (Strindberg, Jourdheuil, Büchner) und Jorge Silva Melo (Brecht, Wycherley, Tchekov). 1987 spielte er in Manoel de Oliveiras einziger Theaterinszenierung, beim italienischen Theaterfestival in Santarcangelo di Romagna, in De Profundis.
In seinen zahlreichen Filmrollen überzeugte er meist in kleineren Hauptrollen und Nebenrollen, etwa in den Schlüsselfilmen des Novo Cinemas, Os Verdes Anos und Uma Abelha na Chuva oder in João Botelhos preisgekröntem Kolonialkriegs-Drama Ein portugiesischer Abschied. Vor allem sein durchgehend authentisches Spiel in den sehr verschieden angelegten Rollen überzeugte die Kritik.

## Filmografie
| - 1945: Sonho de Amor; R: Carlos Porfírio - 1960: A Intrusa (TV); R: Artur Ramos - 1961: O Ausente (TV); R: Artur Ramos - 1962: A Dama das Camélias (TV); R: Nuno Fradique - 1963: A Aposta (TV); R: Nuno Fradique - 1963: Noite de Reis (TV); R: Fernando Frazão - 1963: Retalhos da Vida de Um Médico; R: Jorge Brum do Canto - 1963: O Miúdo da Bica; R: Constantino Esteves - 1963: Die grünen Jahre (BRD) / Die jungen Jahre (DDR) (Os Verdes Anos) (R: Paulo Rocha) - 1964: Um Raio de Luz; R: Nuno Fradique - 1964: Um Mês no Campo (TV); R: Pedro Martins - 1964: A Recompensa (TV); R: Ruy Ferrão - 1964: 9 Rapazes e 1 Cão; R: Constantino Esteves - 1964: A Canção da Saudade; R: Henrique Campos - 1965: Rapazes de Táxis; R: Constantino Esteves - 1965: Vinte E Nove Irmãos; R: Augusto Fraga - 1966: Via Macau; R: Jean Leduc - 1968: A Cruz de Ferro; R: Jorge Brum do Canto | - 1969: O Ladrão de Quem se Fala; R: Henrique Campos - 1971: A Capital; R: Artur Ramos - 1972: Um Auto de Gil Vicente (TV); R: Luís Miranda - 1972: Uma Abelha na Chuva; R: Fernando Lopes - 1979: Ninguém; R: Ricardo Pais, Herlander Peyroteo - 1979: E não se pode exterminá-lo? (TV) (R: Solveig Nordlund) - 1979: Das Verhängnis der Liebe (Amor de Perdição); R: Manoel de Oliveira - 1980: Retalhos da Vida de um Médico (TV-Serie); R: Artur Ramos, Jaime Silva - 1981: Uma Cidade Como a Nossa (TV-Serie, eine Folge) - 1981: Das Dorf Cerromaior (Cerromaior); R: Luís Filipe Rocha - 1981: Oxalá; R: António-Pedro Vasconcelos - 1981: Silvestre; R: João César Monteiro - 1982: Dina e Django; R: Solveig Nordlund - 1983: Im Bann der Leidenschaft (Le cercle des passions); R: Claude d´Anna - 1984: Guerra de Mirandum; R: Fernando Matos Silva - 1984: Armando; R: Carlos M. Vasconcellos | - 1984: O Lugar do Morto; R: António-Pedro Vasconcelos - 1985: Contos Mágicos (2 Folgen der TV-Serie) - 1986: Ein portugiesischer Abschied (Um Adeus Português); R: João Botelho - 1986: O Barão de Altamira; R: Artur Semedo - 1986: A Noite e a Madrugada; R: Artur Ramos - 1987: A Relíquia; R: Artur Ramos - 1988: Topaze (TV-Mehrteiler); R: Artur Ramos - 1988: Harte Zeiten für unsere Zeiten (Tempos Difíceis); R: João Botelho - 1988: Doc´s Kingdom; R: Robert Kramer - 1989: Dulcineia (TV); R: Artur Ramos - 1989: Erinnerungen an das gelbe Haus (Recordação da Casa Amarela); R: João César Monteiro - 1990: Inspektor Lavardin (Les dossiers secrets de l´inspecteur Lavardin; TV-Serie, Folge "Le château du pendu") - 1991: Die göttliche Komödie (A Divina Comédia); R: Manoel de Oliveira - 1992: Le voyage étranger; R: Serge Roullet - 1992: Vertigem; R: Leandro Ferreira |